# نادي ميتييلاند
نادي ميتييلاند لكرة القدم (بالدنماركية: Football Club Midtjylland)، نادي كرة قدم دنماركي من مدينة هرنينغ. تأسس في 2 فبراير 1999. يلعب مبارياته على ملعب إم سي هو أرينا.
يلعب الفريق حالياً في دوري السوبر الدنماركي وفاز بلقبه لأول مرة في موسم 2014–15.

## وصلات خارجية
- الموقع الرسمي
 (بالدنماركية)